# Liste der Lieder von Zendaya
Die nachfolgende Liste enthält alle von der US-amerikanischen Sängerin Zendaya aufgenommenen und veröffentlichten Lieder, inklusive deren Autoren, Alben und Veröffentlichungsjahren.

## B
| Titel           | Autoren                                                                          | Album                     | Jahr |
| --------------- | -------------------------------------------------------------------------------- | ------------------------- | ---- |
| Beat of My Drum |                                                                                  | Shake It Up: I Love Dance | 2013 |
| Bottle You Up   | Olivia Waithe, Jason Evigan, Mitch Allan                                         | Zendaya                   | 2013 |
| Butterflies     | Jason Evigan, Sam Watters, Richard, Jordan Johnson, Marcus Lomax, Stefan Johnson | Zendaya                   | 2013 |

## C
| Titel                              | Autoren                                             | Album                     | Jahr |
| ---------------------------------- | --------------------------------------------------- | ------------------------- | ---- |
| Contagious Love (mit Bella Thorne) | Lambert Waldrip, Miranda R. Johnson, Anya Vasilenko | Shake It Up: I Love Dance | 2013 |
| Cry for Love                       | James Roston, Chris Aparri                          | Zendaya                   | 2013 |

## D
| Titel           | Autoren                        | Album                                       | Jahr |
| --------------- | ------------------------------ | ------------------------------------------- | ---- |
| Dig Down Deeper | Brendan Milburn, Valerie Vigod | Disney Fairies: Faith, Trust And Pixie Dust | 2011 |

## F
| Titel                                       | Autoren                                     | Album         | Jahr |
| ------------------------------------------- | ------------------------------------------- | ------------- | ---- |
| Fashion Is My Kryptonite (mit Bella Thorne) | Ben Charles                                 | Made In Japan | 2012 |
| Fireflies                                   | Harmony Samuels, Dawn Richard, Andrew Scott | Zendaya       | 2013 |

## H
| Titel                | Autoren                                                    | Album   | Jahr |
| -------------------- | ---------------------------------------------------------- | ------- | ---- |
| Heaven Lost an Angel | Zendaya Coleman, Marcus Lomax, Clarence Coffee, J. Johnson | Zendaya | 2013 |

## I
| Titel    | Autoren | Album                     | Jahr |
| -------- | ------- | ------------------------- | ---- |
| I'm Back |         | Shake It Up: I Love Dance | 2013 |

## K
| Titel              | Autoren | Album           | Jahr |
| ------------------ | ------- | --------------- | ---- |
| Keep It Undercover |         | K.C. Undercover | 2014 |

## L
| Titel            | Autoren                                                               | Album   | Jahr |
| ---------------- | --------------------------------------------------------------------- | ------- | ---- |
| Love You Forever | Zendaya Coleman, Nick Jonas, Paul Shelton, Tiffany Fred, Marcus Kincy | Zendaya | 2013 |

## M
| Titel                                         | Autoren                                           | Album   | Jahr |
| --------------------------------------------- | ------------------------------------------------- | ------- | ---- |
| My Baby                                       | Zendaya Coleman, Nicholas Balding, Bobby Brackins | Zendaya | 2013 |
| My Jam (Bobby Brackins mit Zendaya & Jeremih) |                                                   |         | 2015 |

## N
| Titel     | Autoren | Album                        | Jahr |
| --------- | ------- | ---------------------------- | ---- |
| Neverland |         | Finding Neverland: The Album | 2016 |

## O
| Titel                  | Autoren                                                                    | Album   | Jahr |
| ---------------------- | -------------------------------------------------------------------------- | ------- | ---- |
| Only When You're Close | Zendaya Coleman, Marcus Lomax, J. Johnson, Autumn Rowe, Coffee, S. Johnson | Zendaya | 2013 |

## P
| Titel            | Autoren                                                                                               | Album   | Jahr |
| ---------------- | --- | ------- | ---- |
| Parachute        | Zendaya Coleman, Paul Shelton, Pierre Heath, Nick Gross, Mike Riley, Anthony Vasquez, Kimberly Dopson | Zendaya | 2013 |
| Putcha Body Down | Jonas Jeberg, Marlin Bonds, C.J. Holland                                                              | Zendaya | 2013 |

## R
| Titel       | Autoren                                                   | Album                        | Jahr |
| ----------- | --------------------------------------------------------- | ---------------------------- | ---- |
| Remember Me | Antonina Armato, Tim James                                | Disney Channel: Play It Loud | 2014 |
| Replay      | Zendaya Coleman, Mick Schultz, Tiffany Fred, Paul Shelton | Zendaya                      | 2013 |

## S
| Titel                           | Autoren                                                     | Album                           | Jahr |
| ------------------------------- | ----------------------------------------------------------- | ------------------------------- | ---- |
| Scared                          | Ronald Jackson, Tiffany Fred, Robert L. Allen, Paul Shelton | Zendaya                         | 2013 |
| Shake Santa Shake               |                                                             | Disney Channel Holiday Playlist | 2012 |
| Something New (mit Chris Brown) |                                                             | TBA                             | 2016 |
| Something to Dance For          | Jeannie Lurie, Aris Archontis, Chen Neeman                  | Shake It Up: Live 2 Dance       | 2012 |
| Swag It Out                     | Bobby Brackins                                              | Zendaya                         | 2011 |

## T
| Titel                                    | Autoren | Album                     | Jahr |
| ---------------------------------------- | ------- | ------------------------- | ---- |
| This Is My Dancefloor (mit Bella Thorne) |         | Shake It Up: I Love Dance | 2013 |
| Too Much                                 |         |                           | 2014 |

## W
| Titel                       | Autoren                            | Album                      | Jahr |
| --------------------------- | ---------------------------------- | -------------------------- | ---- |
| Watch Me (mit Bella Thorne) | Ben Charles, Aaron Harmon, Jim Wes | Shake It Up: Break It Down | 2011 |